# 古林箐裸趾虎
古林箐裸趾虎（学名：Cyrtodactylus gulinqingensis）一种于中华人民共和国云南省南部马关县古林箐乡发现的爬行动物，隶属于壁虎科裸趾虎属。其种加词“gulinqingensis”意为“马关县古林箐乡的”。

## 保护
本种于2023年被收录入《有重要生态、科学、社会价值的陆生野生动物名录》。